# Niditinea baryspilas
Niditinea baryspilas är en fjärilsart som beskrevs av Edward Meyrick 1937. Niditinea baryspilas ingår i släktet Niditinea och familjen äkta malar. Inga underarter finns listade i Catalogue of Life.